# Luigi Polacco
Luigi Polacco (geboren am 16. Oktober 1917 in Stra; gestorben am 25. Februar 2007 in Venedig) war ein italienischer Klassischer Archäologe.
Luigi Polacco war der Sohn von Alessandro Polacco und dessen Ehefrau Sofia, geborene Ruol. Sein Studium der Klassischen Altertumswissenschaften begann er am geistlichen Istituto Cavanis in Venedig. An der Universität Padua wurde er 1939 in Lettere, 1943 in Philosophie laureiert. Während des Zweiten Weltkrieges war er in Jugoslawien eingesetzt. Nach seiner Rückkehr wurde er Assistent bei Carlo Anti, der ab 1947 wieder den Lehrstuhl für Archäologie und antike Kunstgeschichte an der Universität Padua innehatte.
Im Jahr 1956 erfolgte die Berufung auf den entsprechenden Lehrstuhl an der Universität Pavia, bereits 1959 die Rückkehr nach Padua, wo er die Nachfolge von Carlo Anti antrat. Hier lehrte er bis zu seinem Ruhestand im Jahr 1991. Während dieser Zeit war er in den Jahren 1977 und 1978 Botschaftsrat für kulturelle Angelegenheiten und Direktor des Istituto Italiano di Cultura in der Türkei.
Die Interessen Polaccos waren weit gestreut. Architektur und Plastik spielten insbesondere in den 1950er Jahren eine herausragende Rolle, wobei er sich gleichermaßen Studien zur hochklassischen Plastik – etwa in seiner Monographie zum Athletentypus Kyrene-Perinth – wie zu ikonographischen Fragen des römischen Porträts am Beispiel des Tiberiusporträts äußerte. Der etruskischen und vorrömischen Architektur Italiens galt seine Aufmerksamkeit genauso wie Datierungsfragen zur hellenistischen Stoa des Eumenes am Fuß der Athener Akropolis. Ab den 1960er Jahren begann er seine ausgeprägten Feldforschungen, die ihn viele Jahre in die Türkei führten, wo er bei dem kappadokischen Dorf Topaklı nahe Avanos die Ausgrabungen leitete. Die in dieser Zeit entwickelte Zuneigung zur Türkei führten nicht nur zu seinen offiziellen Positionen der Jahre 1977/78, sondern schlugen sich in seinen Memorie 1992 auch literarisch nieder.
Weitere Ausgrabungen führte Luigi Polacco in der bronzezeitlichen Wallburg Nössing bei Brixen, in der mansio Sebatum bei St. Lorenzen in Südtirol und dem nahgelegenen Burgkofel bei Lothen durch. Vor allem setzte er die mit Carlo Anti begonnenen umfangreichen Untersuchungen zum Theater der griechischen Antike in Griechenland und Sizilien, hier vor allem zum Theater von Syrakus, fort. In diesem Zusammenhang beschäftigte er sich intensiv mit dem Werk des Thukydides insbesondere hinsichtlich der Sizilienexpedition der Athener.
Luigi Polacco war ab 1961 Mitglied des Istituto Veneto di Scienze, Lettere ed Arti, dessen Sekretär für die Classe di scienze morali, lettere ed arti er von 1979 bis 1986 war. In seinen eigenen Studien führte diese Verbindung zu zahlreichen Artikeln für das Institut, die sich insbesondere auch dem Verhältnis Venedigs zur Kunst der Antike und Fragen nach einer diesbezüglichen Kontinuität widmeten.
Die Beschäftigung mit Thukydides, auf die Polacco immer wieder zurückkam, führte ihn zu weiter gefassten Untersuchungen, die er in seinem Buch über das zyklische Weltbild bei den Griechen veröffentlichte.
Luigi Polacco gehörte dem Istituto Nazionale di Archeologia e Storia dell’Arte, der Scuola Archeologica Italiana di Atene, dem Deutschen Archäologischen Institut, dem Istituto Nazionale di Studi Etruschi ed Italici, dem Istituto Italiano di Preistoria e Protostoria und weiteren wissenschaftlichen Institutionen an. Von 1984 bis 1999 war er Leiter der Fachzeitschrift Numismatica e antichità classiche. Luigi Polacco erhielt die Goldmedaille des Staates Italien für die Verdienste um Schule, Kultur und Kunst (medaglia ai benemeriti della scuola, della cultura e dell'arte). Für seine Forschungen zu Theater und Territorium von Syrakus sowie seine Untersuchungen zu Thukydides ehrte ihn die Stadt Syrakus mit der Ehrenbürgerschaft.

## Veröffentlichungen (Auswahl)
- Tuscanicae Dispositiones. Problemi di architettura dell’Italia preromana. CEDAM, Padua 1952.
- Cronologia del portico presso l’Odeo di Erode Attico e i „Porticus Eumenicae“. Istituto Veneto di Scienze, Lettere ed Arti, Venedig 1954.
- L’atleta Cirene-Perinto. "L’Erma" di Bretschneider, Rom 1955.
- Il volto di Tiberio. Saggio di critica iconografica. "L’Erma" di Bretschneider, Rom 1955.
- Arte antica e astrattismo. Pozza, Venedig 1959.
- Il museo di scienze archeologiche e d’arte dell’Universita di Padova. Storia e ordinamenti. Stamperia di Venezia, Venedig 1967.
- mit Carlo Anti: Nuove ricerche sui teatri greci arcaici. CEDAM, Padua 1969.
- Scienza e creazione. CEDAM, Padua 1969.
- Archeologi oggi. CEDAM, Padua 1971.
- Problemi di scenografia nell’Aiace di Sofocle. Gaggini-Bizzozero, Lugano 1990.
- Il teatro antico di Siracusa. Zwei Bände. Maggioli, Rimini 1981 und Programma, Padua 1990.
- Il teatro di Dioniso Eleutereo ad Atene. "L’Erma" di Bretschneider, Rom 1990.
- Atatürk bulvari. Memorie di un italiano in Turchia, 1966–1978. Garangola, Padua 1992.
- Kyklos. La fenomenologia del cerchio nel pensiero e nell’arte dei Greci. Istituto Veneto di Scienze, Lettere ed Arti, Venedig 1998.